# أسل أعجف
أسل أعجف (الاسم العلمي: Juncus exiguus) نوع نباتي يتبع جنس الأسل وينتمي إلى الفصيلة الأسلية.